# Columbus (Montana)
Columbus è una città degli Stati Uniti d'America situata nel Montana, nella Contea di Stillwater, della quale è anche il capoluogo.